# چینه‌ابردوران
| گاه‌چینه‌شناسی          | زمین‌گاه‌شناسی | یادداشت‌ها                                     |
| --------------------- | ------------ | --------------------------------------------- |
| چینه‌ابردوران Eonothem | ابردوران Eon | جمعاً ۴ ابردوران. نیم میلیارد سال یا بیشتر     |
| چینه‌دوران Erathem     | دوران Era    | ۱۰ دوران شناخته‌شده. چندصد میلیون سال          |
| سامانه System         | دوره Period  | ۲۲ دوره شناخته‌شده. ده‌ها تا حدود صد میلیون سال |
| ردیف Series           | دور Epoch    | ۳۴ دور شناخته‌شده. ده‌ها میلیون سال             |
| اشکوب Stage           | عصر Age      | ۹۹ عصر شناخته‌شده. میلیون‌ها سال                |
| گاه‌بازه Chronozone    | گاه Chron    | زیربخش عصر. توسط ICS به‌کار نمی‌رود.            |

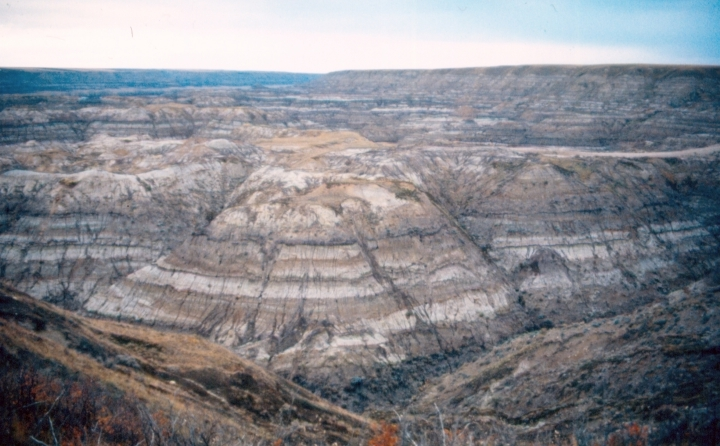
دره نعل اسبی در نزدیکی درومهلر، آلبرتا آشکار شدند.

در گاهنگاری چینه‌شناسی، چینه‌اَبردوران یا ائونوتوم (Eonothem) بزرگترین رده واحد رسمی زمان چینه‌شناسی است. مدت زمان مربوط به ائونوتم را ابردوران (ائون) گویند.
چینه‌ابردوران پیدازیستی (فانروزوئیک) دربرگیرنده ابردوران‌های دیرینه‌زیستی، میانه‌زیستی و نوزیستی است.